# Punta de Tralca

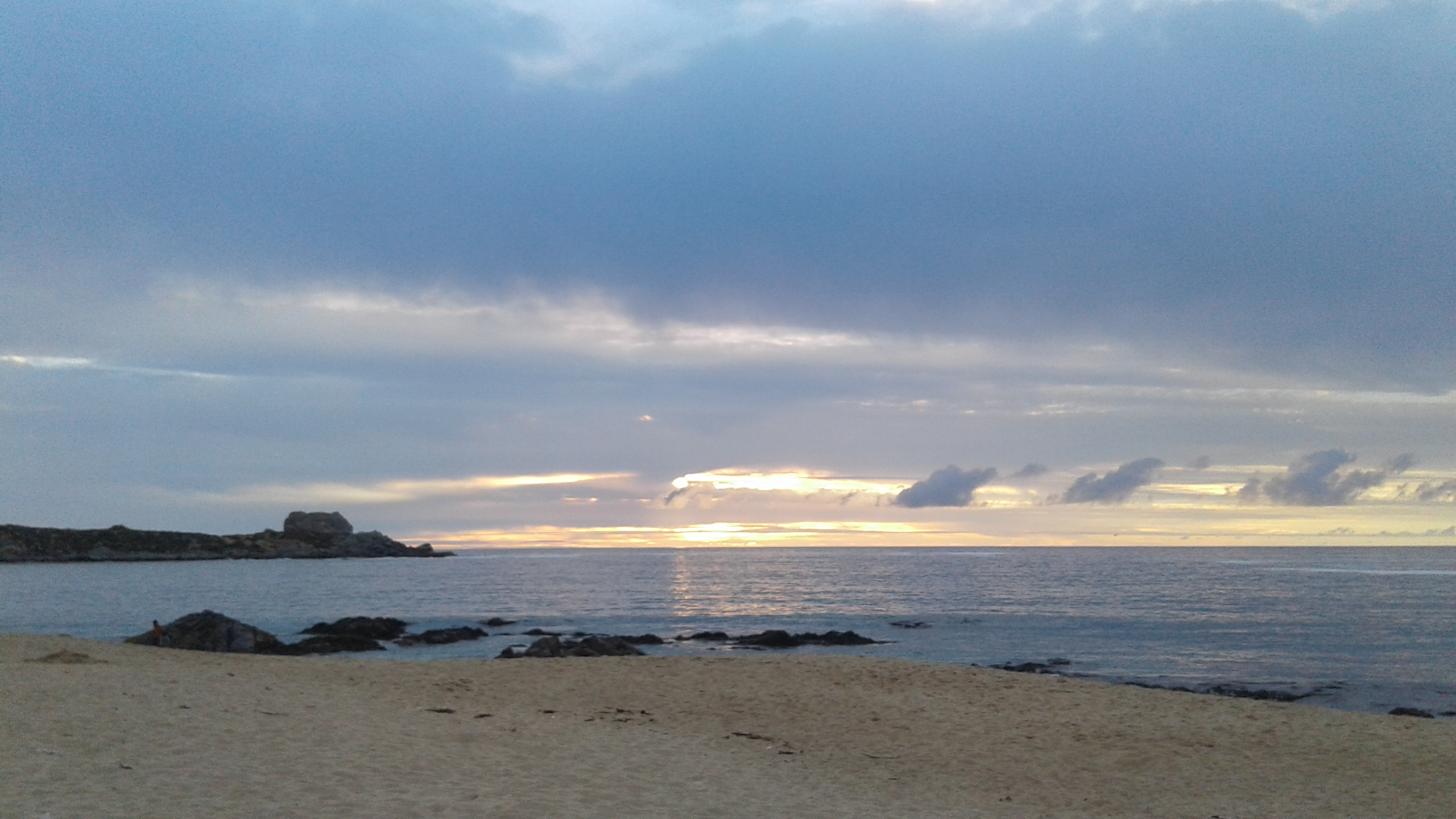
Playa de Punta de Tralca en la costa central de Chile.

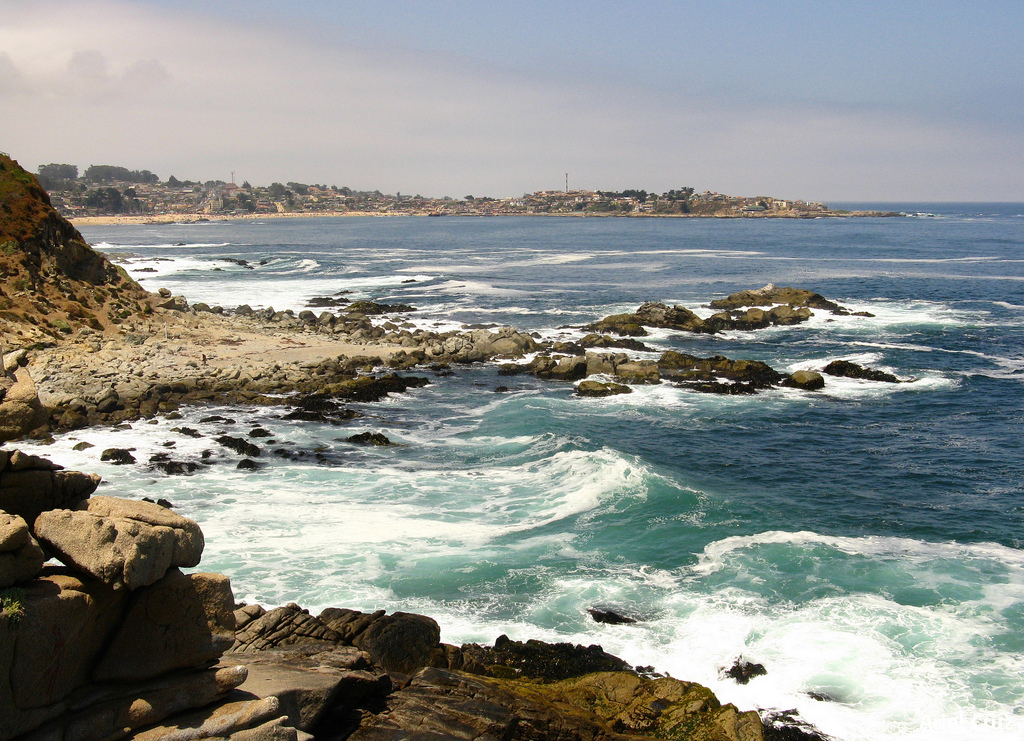
Vista de Punta de Tralca.

Punta de Tralca (del mapudungún: tralka ‘trueno’) es un balneario ubicado al sur de El Quisco, Región de Valparaíso, Chile. Tiene una gran extensión y la playa es apta para el baño. Sobresale un imponente roquerío cubierto de arena y vegetación arbustiva.

## Historia
Punta de Tralca (Caleta de).-—Pequeña ensenada de la costa del departamento de Casa Blanca, que se halla por los 33º 29 Lat. y 71° 44' Lon., á ocho o nueve kilómetros al S. del puerto de Algarrobo. Es de forma ligeramente circular y se encuentra medianamente abrigada de los vientos del S. al SO. por las alturas que la rodean. En su ángulo norte desagua el riachuelo de Guallilemu. Esta caleta, que también se ha llamado de Peña Blanca, fue visitada en octubre de 1790 por el Presidente Don Ambrosio O'Higgins. 
 Diccionario Geográfico de la República de Chile  (1899) de Francisco Solano Asta-Buruaga y Cienfuegos.

## Descripción
Conforma una playa acudida por turistas especialmente en verano, con una Península rocosa sobre la cual rompen las olas, éstas le dan su nombre en Mapudungun (Tralca: Trueno). Deportivamente se practica escalada de roca libre. En las rocas, destacan las cruces simbólicas (Animitas) en recuerdo a las tantas personas que han elegido ese lugar para dejar su vida o que han fallecido accidentalmente, debido a sus altos precipicios y corrientes marinas impredecibles que sorprenden a los visitantes con su bravo oleaje.
En la bahía desemboca el estero El Totoral (nombre debido al poblado homónimo que se encuentra a unos 6 kilómetros de distancia, El Totoral, Anexo:Localidades de El Quisco), cuenta con un flujo constante de agua al año, pero que ha descendido debido a su excesivo uso humano y forestal (Pinus radiata y Eucalyptus globulus). Esta quebrada se caracteriza por poseer un microclima endémico (Bosque esclerófilo) que ha sobrevivido a la introducción y fomento de especies extranjeras, no obstante poco a poco se ha ido destruyendo y contaminando debido a la explosiva urbanización. Últimamente las especies de ranas nativas (Alsodes hugoi, Alsodes nodosus y Calyptocephalella gayi, entre otras) están siendo sustituidas por la rana africana (Xenopus laevis), la cual es considerada una plaga que amenaza a la fauna local.
La villa de esta bahía destaca por su gran cantidad de cabañas existentes, también allí se ubica la Aldea de Niños Cardenal Raúl Silva Henríquez. Se encuentra una gran casa de Ejercicios del Arzobispado, lugar de retiro espiritual y que ha sido testigo de muchas reuniones importantes para el país en la Historia reciente.
Hacia la ladera norte se encuentra la población Tralcamahuida (En Mapudungun se traduce Tralca: Trueno y Mahuida: Monte), la Avenida Tralcamahuida sube la colina paralelamente a la quebrada hasta que acaba la zona urbana quisqueña y comienza la zona rural. También están los conjuntos de veraneos Lonquimay, Esplendor(uno de los más grandes), Océano Pacífico y el Banco Central de Chile.
En la zona Sur se encuentra el sitio denominado Cantalao, donde escultores de España, Gran Bretaña, Colombia, Japón y Chile, organizados en un simposio en la Provincia de Maule por el escultor chileno  Francisco Gazitúa, crearon 9 esculturas en piedra de gran tamaño inspiradas en el “Canto General” de Pablo Neruda (Litoral de las Artes y los Poetas).